# Honda Tadamasa
Honda Tadamasa est un nom japonais traditionnel ; le nom de famille (ou le nom d'école), Honda, précède donc le prénom (ou le nom d'artiste).
Honda Tadamasa (本多 忠政, 1575-6 septembre 1631) est un daimyo du début de l'époque d'Edo, à la tête du domaine de Kuwana puis du domaine de Himeji. Il est le fils de Honda Tadakatsu.

## Biographie
La première bataille de Tadamasa a lieu au siège d'Odawara en 1590. Il prend également part à la bataille de Sekigahara en 1600. Après la retraite de son père en 1609, il devient le chef de la famille Honda puis le seigneur à la deuxième génération du domaine de Kuwana. Plusieurs années plus tard, il participe au siège d'Osaka et reçoit le domaine de Himeji, d'une valeur de 150 000 koku, pour récompense.
L'épouse de Tadamasa est Kumahime, la fille de Matsudaira Nobuyasu, fils ainé de Tokugawa Ieyasu. Leur fils ainé, Honda Tadatoki (mari de Senhime, la fille de Tokugawa Hidetada), est en lice pour hériter du domaine de Himeji. Cependant, comme Tadatoki meurt en 1626 à 31 ans, le domaine va à son frère cadet Tadatomo.

## Source de la traduction
- (en) Cet article est partiellement ou en totalité issu de l’article de Wikipédia en anglais intitulé « Honda Tadamasa » (voir la liste des auteurs).